# Gordon Rupp
Ernest Gordon Rupp (* 7. Januar 1910 in London; † 19. Dezember 1986 in Cambridge) war ein britischer Kirchenhistoriker und methodistischer Geistlicher. Sein Spezialgebiet war die Reformation. Von 1968 bis 1977 war er Dixie Professor of Ecclesiastlical History an der University of Cambridge. 1969 war er Präsident der jährlichen Konferenz der Methodist Church of Great Britain.

## Leben
Nach dem Studium – mit einem Auslandssemester in Tübingen – wurde Rupp methodistischer Pastor in Chislehurst.
1938 heiratete er Marjorie Hibbard. Sie hatten einen Sohn, Martin.
1945 wurde Rupp bekannt, als er Martin Luther gegen die durch Peter F. Wiener popularisierte Konstatierung einer direkten Linie von Luther zu Hitler verteidigte. Im selben Jahr reiste er mit Bischof Bell nach Deutschland und wohnte der Stuttgarter Schulderklärung bei. 1953 erschien sein Luther-Buch The Righteousness of God.
Rupp arbeitete ab 1947 als Tutor in Richmond und ab 1952 als Assistenzprofessor am methodistischen Seminar Wesley House in Cambridge. 1956 wurde er Professor für Kirchengeschichte an der University of Manchester. Er war als methodistischer Beobachter beim zweiten Vatikanischen Konzil anwesend. 1967 kehrte er als Rektor an das Wesley House zurück. Zusätzlich wirkte er ab 1968 bis zu seiner Emeritierung als Professor für Kirchengeschichte an der University of Cambridge. Im folgenden Jahr amtierte er auch als Präsident der methodistischen Konferenz.
1976 war er maßgeblich an einer versuchten Wiedervereinigung mit der Anglikanischen Kirche beteiligt, die aber an anglokatholischem Widerstand bei den Anglikanern scheiterte.

## Mitgliedschaften und Ehrungen
Rupp wurde 1970 Fellow der British Academy. Verschiedene Universitäten, u. a. die in Manchester, Cambridge, Aberdeen und Paris, zeichneten ihn mit Ehrendoktorwürden aus.

## Schriften (Auswahl)
- Martin Luther: Hitler's Cause or Cure? In reply to Peter F. Wiener. Lutterworth Press, London und Redhill 1945, LCCN 46-003123.
- Principalities and Powers: Studies in the Christian Conflict in History. Epworth, London 1952.
- The Righteousness of God: Luther Studies. Hodder & Stoughton, London 1953, LCCN 53-004357.
- Patterns of Reformation. Epworth, London 1969.
- „I seek my brethren“: Bishop George Bell and the German churches. Epworth Press, London 1975, ISBN 0-7162-0236-0.
- Thomas More. The King's good servant. Collins, New York 1978.
- Rupert E. Davies, Gordon Rupp (Hrsg.): A History of the Methodist Church in Great Britain. Epworth Press, London (4 Bände, 1965–1988).